# Analéptico

Doxapram

Um analéptico, na medicina, é um estimulante do sistema nervoso central. O termo analéptico geralmente se refere a analépticos respiratórios (por exemplo, doxapram). Estão na classe dos analépticos uma ampla variedade de medicamentos usados para tratar depressão, transtorno de déficit de atenção e hiperatividade (TDAH) e depressão respiratória. Em doses baixas, os analépticos também podem ser usados como convulsivos, fazendo com que os pacientes tenham maior consciência, inquietação e respiração rápida. O uso primário dessas drogas é como uma ferramenta de recuperação anestésica ou para tratar a depressão respiratória em casos de emergência.  Outros medicamentos desta categoria são a pretcamida, o pentilenotetrazol e a nicetamida. A nicetamida foi descontinuada devido ao risco de convulsões. Analépticos têm sido usados recentemente para entender melhor o tratamento de uma overdose de barbitúricos. Por meio do uso desses agentes, os pesquisadores foram capazes de tratar a obtundação e a depressão respiratória.

## Uso médico

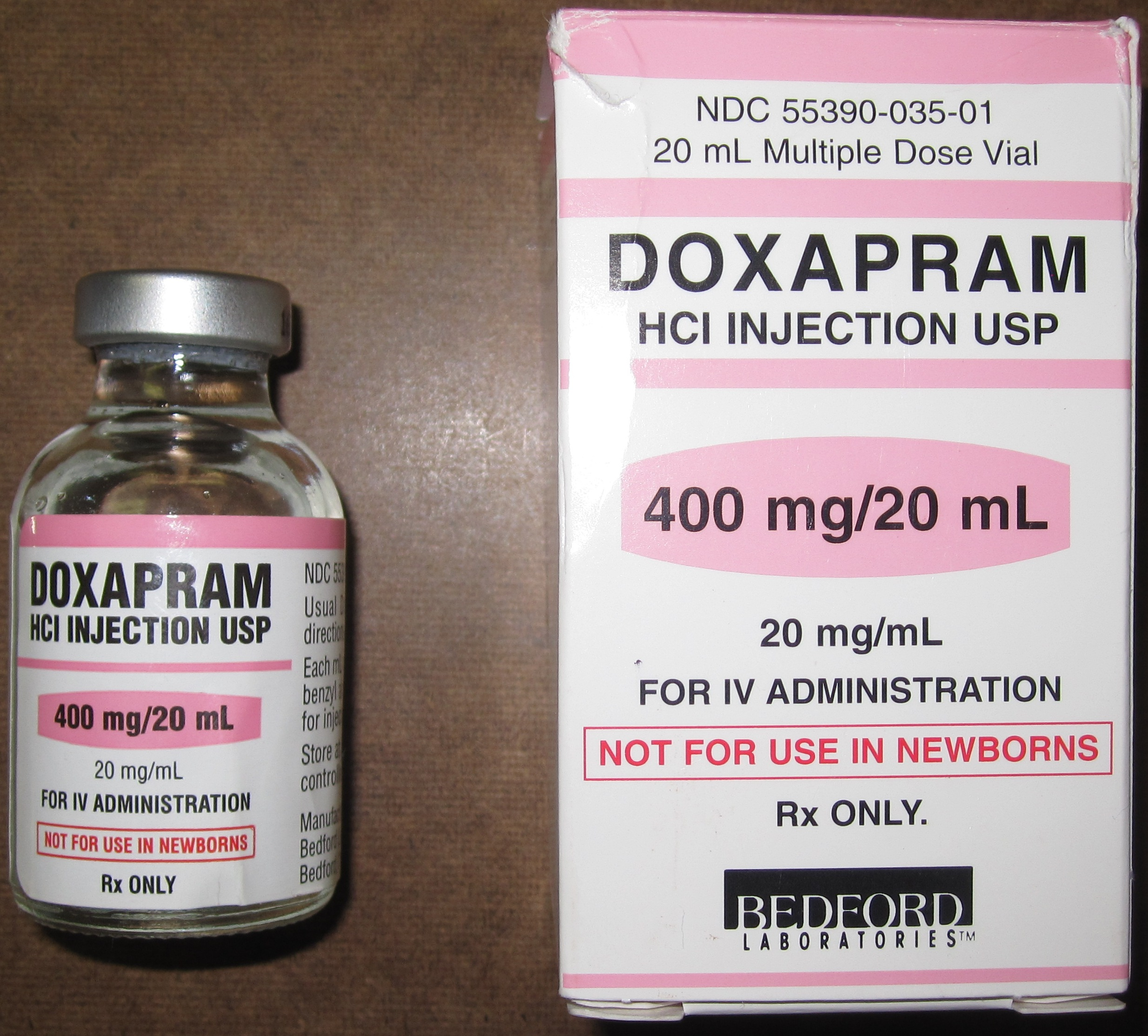
Doxapram para preparação de injeção

Analépticos têm sido usados ao longo da história para dois propósitos principais. O primeiro é ajudar os pacientes a se recuperarem da anestesia com mais eficiência. A outra finalidade é o manejo do desconforto respiratório e da apneia. 

### Recuperação da anestesia
Os analépticos podem ser usados para aumentar a velocidade de recuperação do propofol, remifentanil e sevoflurano. Em ambientes clínicos, analépticos como o doxapram têm sido usados para ajudar os pacientes a se recuperarem mais rapidamente de procedimentos que envolvem anestesia, bem como para remover alguns dos potenciais efeitos colaterais de anestésicos potentes. 

### Tratamento de dificuldade respiratória
Os três usos clínico analépticos mais prevalentes da cafeína são no tratamento da asma, apneia da prematuridade e displasia broncopulmonar em recém-nascidos. A cafeína é um broncodilatador fraco, o que explica o alívio dos efeitos da asma. Há pesquisas preliminares que indicam que a cafeína reduz a incidência de paralisia cerebral e atraso cognitivo, mas pesquisas adicionais ainda são necessárias. A apneia da prematuridade é descrita como a interrupção da respiração por mais de 15–20 segundos, geralmente acompanhada de bradicardia e hipóxia. Essa interrupção da respiração se deve ao subdesenvolvimento do centro de controle respiratório do corpo, nesse caso, a medula oblonga em bebês prematuros. 
Uma pesquisa sugere que a cafeína reduz significativamente a ocorrência de displasia broncopulmonar, que é uma doença pulmonar crônica definida pela necessidade de oxigênio suplementar após uma idade pós-menstrual de 36 semanas. A displasia broncopulmonar é comum em bebês com baixo peso (menos de 2.5kg) ou muito baixo ao nascer (menos de 1.5kg) que receberam aparelhos de ventilação mecânica para ajudar a controlar a síndrome do desconforto respiratório. Atualmente, não existe tratamento para a displasia broncopulmonar, pois geralmente se considera que os riscos do tratamento superam a necessidade do uso de ventilador mecânico. A cafeína apenas reduz a ocorrência. 
A teofilina não é mais usada como analéptico respiratório em recém-nascidos, pois possui um índice terapêutico muito estreito e suas dosagens devem ser supervisionadas por medição direta dos níveis séricos para evitar toxicidade. 

## Mecanismo de ação
Os analépticos são um grupo diversificado de medicamentos que atuam por meio de uma variedade de vias químicas; entretanto, existem quatro mecanismos principais através dos quais os medicamentos analépticos atuam para estimular a respiração. Os analépticos podem atuar como bloqueadores dos canais de potássio, ampaquinas e agonistas do receptor da serotonina e antagonismo da adenosina . 
Dois bloqueadores dos canais de potássio comuns são o doxapram e o GAL-021. Ambos atuam nos canais de potássio nos corpos carotídeos. Essas células são responsáveis por detectar baixas concentrações de oxigênio e transmitir informações ao sistema nervoso central, levando a um aumento da respiração. O bloqueio dos canais de potássio nas membranas dessas células despolariza efetivamente o potencial de membrana, que por sua vez leva à liberação de neurotransmissores e abertura dos canais de cálcio dependentes de voltagem. Isso inicia o processo de retransmissão do sinal para o sistema nervoso central. O doxapram bloqueia os vazamento nos canais de potássio na família do domínio de poro Tandom, enquanto o GAL-021 bloqueia os canais BK, ou grandes canais de potássio, que são ativados por uma mudança no potencial eletrônico da membrana ou por um aumento no cálcio interno.

AMPA

As ampaquinas são a segunda forma comum de analépticos com um mecanismo próprio de ação. Elas se ligam aos receptores AMPA, ou receptores amino-3-hidroxi-5-metil-D-aspartato, dentro do complexo pré-Bötzinger . O complexo pré-Bötzinger faz parte do grupo respiratório ventral e a indução de potenciais de longo prazo na fenda pós-sináptica desses neurônios leva a um aumento da frequência respiratória. O ligante endógeno  do receptor AMPA é o glutamato e as ampaquinas estimulam a interação do glutamato com os receptores. A ação do ligante faz com que os receptores AMPA se abram e permitam que os íons de sódio fluam para a célula, levando à despolarização e à transdução de sinal. No momento, o CX717 é a ampaquina mais bem-sucedida em testes em humanos e tem poucos efeitos colaterais.
O terceiro mecanismo comum do qual os analépticos tiram vantagem é agir como agonistas do receptor da serotonina. Buspirona e Mosaprida aumentaram com sucesso a respiração em animais ligando-se a receptores de serotonina que sãoacoplados à proteína G que, após a ativação, induzem uma cascata secundária de mensageiros, levando assim a uma resposta analéptica.
Com relação à respiração, a cafeína atua como um antagonista competitivo da adenosina. Os pesquisadores descobriram isso ao administrar adenosina ou seus derivados e observarem que os efeitos eram opostos aos da cafeína. Níveis aumentados de adenosina são conhecidos por causar depressão da atividade elétrica espontânea dos neurônios, inibição da neurotransmissão e diminuição da liberação de neurotransmissores. A adenosina inibe o impulso respiratório ao bloquear a atividade elétrica dos neurônios respiratórios  A cafeína, como um antagonista da adenosina, estimula esses neurônios respiratórios, aumentando o volume minuto (VM) da frequência respiratória (FR). 

## Doxapram
O doxapram é um estimulante respiratório do SNC, normalmente usado para tratar a depressão respiratória causada por anestesia ou doença pulmonar obstrutiva crônica. O doxapram também pode ser usado como tratamento para a apeia neonatal, mas os riscos são moderados e, portanto, deve-se ter cuidado. Doxapram tem sido usado para tratar a depressão respiratória em overdoses de medicamentos; no entanto, não é eficaz contra vários fármacos. Os efeitos colaterais do Doxapram são raros e mais comuns quando há sobredosagem. Foram observados hipertensão, taquicardia, tremores, espasticidade e reflexos hiperativos.

## Metilxantinas cafeína e teofilina

Cafeína

Os compostos de ocorrência natural cafeína e teofilina são estruturalmente classificados como xantinas metiladas. Os efeitos colaterais observados com o uso de xantinas incluem nervosismo, comportamento superenergético e insônia. Os efeitos colaterais menos comuns podem incluir diurese, irritação gastrointestinal e, raramente, zumbido nos ouvidos. Em altas doses também podem causar dependência psicológica.

## História
Após sua introdução no início do século 20, os analépticos foram usados para estudar a overdose de barbitúricos. Antes da década de 1930, estimulantes naturais, como a cânfora e cafeína, foram utilizados no tratamento da overdose de barbitúricos. Entre 1930 e 1960, analépticos sintéticos, como nicetamida, pentilenotetrazol, bemegrida, anfetamina e metilfenidato substituíram os compostos de ocorrência natural no tratamento da overdose de barbitúricos. Recentemente, os analépticos foram direcionados ao tratamento do TDAH devido a existência de formas mais eficientes de tratar as overdoses de barbitúricos.
Um dos primeiros analépticos amplamente usados foi a estricnina, que causa excitação do SNC por antagonizar o neurotransmissor inibitório glicina. A estricnina é subcategorizada como um convulsivo junto com a picrotoxina e a bicuculina, embora esses convulsivos inibam os receptores GABA em vez da glicina. A estricnina foi usada até o início do século 20, quando foi descoberto que era um convulsivo altamente tóxico. A estricnina agora está disponível como rodenticida e também como adulterante em drogas como a heroína. Os outros dois convulsivos, picrotoxina e bicuculina, antagonizam os receptores GABA, mas nenhum deles é comumente usado hoje. 
O uso de doxapram em humanos começou a se tornar obsoleto, embora este seja um estimulante eficaz. O uso diminuiu principalmente porque os agentes anestésicos de menor duração se tornaram mais abundantes, mas também porque algumas pesquisas mostraram potenciais efeitos colaterais em bebês. Alguns estudos em bebês prematuros descobriram que o doxapram causa diminuição do fluxo sanguíneo cerebral e aumenta a necessidade de oxigênio. Isso resulta em maiores chances de desenvolver atrasos mentais do que as crianças não tratadas com a droga. 